# 베티 가드

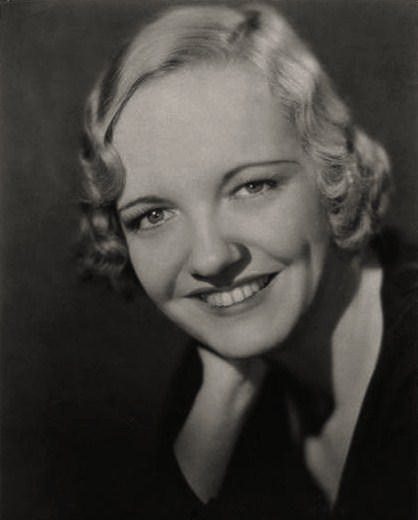

베티 가드(Betty Garde, 1905년 9월 19일 ~ 1989년 12월 25일)는 미국의 배우, 연극 배우, 텔레비전 배우, 영화배우이다.
필라델피아에서 태어났으며 로스앤젤레스에서 사망하였다.

## 영화
- The Wonderful World of the Brothers Grimm (1963년)
- 추격 (1959년)
- 애즈 더 월드 턴즈 (1956년)
- 도둑이었던 왕자 (1951년)
- 케이지드 (1950년)
- 서스펜스 (1949년)
- 크라이 오브 더 시티 (1948년)
- 콜 노스사이드 777 (1948년)
- 퀸 하이 (1930년)